# Rifugio Somma Lombardo
Il rifugio Somma è un rifugio alpino in alta Val Formazza, nella provincia del Verbano-Cusio-Ossola, a 2.561 m s.l.m. nel comune di Formazza.
La struttura è situata in alta montagna sulle pendici del Corno di Ban, su una balconata che si affaccia sul Lago del Sabbione e le cime dell'Arbola e dell'Hohsandhorn. La struttura è aperta da giugno a fine settembre ed è gestita da soci e volontari del Club Alpino Italiano della sezione di Somma Lombardo. Il rifugio è munito di ristorante e può ospitare fino a 19 persone a dormire. Si accede al rifugio mediante il Sentiero G39 che parte dalla località Morasco (2h30 di cammino - Difficoltà EE) . Per raggiungere l'attacco al sentiero è possibile parcheggiare il proprio mezzo presso il parcheggio proprio in località Morasco.

## Storia
La sottosezione CAI di Somma Lombardo nasce nel 1945 e diverrà sezione successivamente nel 1951. L’occasione di gestire un rifugio sezionale giunge molto presto dalla Alta Valle Formazza, dove sorgeva il cantiere dedicato alla costruzione della diga dei Sabbioni (o Hohsand). La costruzione interessata era una convertitrice situata a 2561 metri di quota, di fronte all’Arbola ed era costituito da un caseggiato in pietra viva e calcestruzzo che era servita per la trasformazione dell’energia elettrica usata per le cave in galleria.
Dalle società costruttrici della diga, Edison e Girola, giunge a diversi enti sportivi e alpinistici la possibilità di ottenere la convertitrice, al costo del materiale recuperabile, per farne un rifugio alpino.
L’allora presidente della sezione, Ambrogio Rossi, si impegna per l'acquisto della convertitrice (il futuro Rifugio Somma Lombardo) direttamente dalla azienda Girola ad un prezzo di 400.000 lire. All'acquisto contribuisce anche il comune di Somma Lombardo, lusingata dal fatto che il rifugio sarebbe stato intitolato alla città, concedendo ben 150.000 lire.
Iniziano subito i lavori per adattare la struttura a rifugio e il 13 settembre 1959 si concludono e viene inaugurato. Tra le personalità presenti all'inaugurazione: il Presidente Generale del CAI Virginio Bertinelli e circa altre 200 persone sul piazzale antistante il rifugio. Viene quindi celebrata una messa dal monsignore Marco Sessa sull’altare da campo da lui stesso donato al rifugio. Seguono i discorsi di inaugurazione del dottore Carlo Ravasio: “Il club alpino di Somma Lombardo con l’aiuto di alcuni generosi ma soprattutto con la fede il lavoro la fatica dei soci più fedeli alla montagna ha eretto questo rifugio per accogliervi gli spiriti anelanti alla conquista delle vette immacolate nei silenzi del divino infinito”.
Negli anni moltissimi sono stati li interventi di ampliamento, ristrutturazione, miglioramento della struttura, per accogliere escursionisti e alpinisti. Nel testo “Il Rifugio Somma Lombardo. 1949 – 1979. Trent’anni fra cronaca e storia” sono raccolte testimonianze e aneddoti raccolti da Armando Casolo e Ambrogio Rossi e tra queste: “E lassù, dove il frastuono del mondo civile non arriva, il silenzio invita a meditazioni più profonde verso la ricerca di una vita diversa, per taluni più bella e per tutti certamente più sana, entusiasmante ed altamente morale”.

## Ascensioni
L’ambiente della conca dei Sabbioni si affaciano sull'Arbola.
Si giunge al rifugio in circa 2 ore e poi dal Rifugio Somma è possibile accedere a numerosi itinerari escursionistici, alpinistici ed alcune traversate. Tra questi ci sono l’ascesa al Blinnenhorn, (o Corno Cieco), il giro dei Rifugi della Conca Sabbioni, o l’ascesa alpinistica alla Punta d'Arbola.
- Blinnenhorn (3.375 m)
- Siedel Rothorn (3.287 m)
- Punta dei Camosci (3.046 m)
- Corno di Ban (3.028 m)

## Traversate
- Rifugio 3A (2.960 m)
- Rifugio Claudio e Bruno (2.710 m)
- Rifugio Maria Luisa (2.157 m)
- Rifugio Margaroli (2.194 m)
- Rifugio Miryam (2.050 m)
- Binntalhütte in Svizzera per il passo del Sabbione.

Il rifugio si trova sul percorso dell'Alta Via delle Alpi Ossolane, di cui è punto tappa. È inoltre a breve distanza dal percorso blu della Via Alpina.

## Altre attività
Nelle vicinanza del rifugio è stata aperto nel 2004 un sito d'arrampicata destinato principalmente ad uso didattico.